# 大池駅 (熊本県)
大池駅（おおいけえき）は、かつて熊本県菊池郡西合志町（現・合志市）大池にあった熊本電気鉄道菊池線の駅（廃駅）である。

## 歴史
- 1913年（大正2年）8月27日 - 広町 - 高江間開通に伴い開業。
- 1959年（昭和34年）10月1日 - 駅移設、交換設備廃止。
- 1986年（昭和61年）2月15日 - 御代志 - 菊池間廃止により廃駅となる。

## 駅構造
ホーム1面1線の地上駅。かつては列車交換可能駅の有人駅で、廃止時まで駅舎と待合室があり出札窓口も残っていたが、交換設備は撤去され、晩年は終日無人駅であった。開業時は現在の国道387号線の西側に駅があった。

## 駅周辺
- 大池簡易郵便局
- 農業研究センター（農業公園）
- 熊本県立農業大学校
- 熊本県立ひのくに高等養護学校
- 熊本県立菊池養護学校
- 西合志病院
- しらはと園
- 百花園ゴルフ場

## 廃止後の状況
鉄道線廃止後は国道387号線の歩道部分と電鉄バスの熊本市内方面行きバス停になっている。（画像）

## 隣の駅
熊本電気鉄道
菊池線
御代志駅 - 大池駅 - 辻久保駅